# Clarence "Fuzzy" Haskins
Clarence Eugene "Fuzzy" Haskins (n. 8 iunie 1941, Elkins⁠(d), Virginia de Vest, SUA – d. 17 martie 2023) a fost un cântăreț în trupa de doo wop a anilor '50 și '60, The Parliaments. A fost, de asemenea, membru fondator al formațiilor de funk ale anilor '70, Parliament și Funkadelic - grupuri importante în dezvoltarea muzicii funk. Haskins a părăsit colectivul Parliament-Funkadelic în 1977 pentru a începe o carieră solo. Este membru al Rock and Roll Hall of Fame, fiind inclus în 1997 împreună cu alți 15 membri ai Parliament-Funkadelic.